# ビリー・ライト (ミュージシャン)
ビリー・ライト（Billy Wright、1918年または1932年5月21日 - 1991年10月28日）は、アメリカのジャンプ・ブルース歌手。彼はリトル・リチャードに最も影響を与えた人物の1人であると考えられている。 

## 人生
ジョージア州アトランタ生まれ。誕生年は不明瞭。本人は1932年生まれと主張したが、研究者のボブ・イーグルとエリック・ルブランは公式記録と新聞の死亡記事に基づいて1918年生まれと述べた。他の情報源では1928年を示唆している。
子供の頃、ライトは地元の教会でゴスペルを歌うことに秀でていた。若い頃、彼はダンサーおよび女性のなりすまし として働いたが、アトランタの81シアターでパフォーマンスを開始して、歌手として歩み出した。サックス奏者のポール・"ハックルバック"・ウィリアムズは、チャールズ・ブラウンとワイノニー・ハリスの2ステージ両方に出演するライトのパフォーマンスを観た。そして、ウィリアムズは彼をサヴォイ・レコードのハーマン・ルビンスキーに推薦した。
ハワード・コランダーズ・オーケストラ (Howard Collander's orchestra)と録音された彼の最初のレコード「Blues for My Baby」は、1949年に『ビルボード』誌のR&Bチャートで3位となった。R&Bチャートではさらに、「You Satisfy」(1949年、9位)、「Stacked Deck」(1951年、9位)、「Heh, Little Girl」(1951年、10位)という3枚のレコードが結果を残す。派手なパフォーマーであり、キャリアを通じて「ブルースの王子 (Prince of the Blues)」として知られていた。彼は第二次世界大戦後のアトランタ・ブルースの主要人物であり、ロックンロールの先駆者であるリトル・リチャードに大きな影響を与え、1951年に彼が最初のレコーディング契約を獲得する手助けした。1950年代初頭にゲイであることを公言したライトは、リチャードの外見を確立することにも貢献し、顔にパンケーキ・メイクを施し、彼に似た長髪のポンパドール・スタイルで髪を飾るようアドバイスした。
1954年、ライトはテキサス州ヒューストンにあるドン・ロビーが所有するピーコック・レコードと契約を結んだ。1959年に最後となるレコーディングを行った。その後はアトランタで司会者として働いており、脳卒中で倒れてしまうまで仕事を続けた。1991年のアトランタのロイヤル・ピーコックにおけるハロウィーン・ショーの直前に肺血栓塞栓症で亡くなる。

## ディスコグラフィ

### シングル
- "Blues for My Baby" / "You Satisfy" (1949年、Savoy 710)
- "Man’s Brand Boogie" / "Beg-a-Dog" (1950年、Atlanta 6000)
- "I Keep Drinkin'" / "Billy’s Boogie Blues" (1950年、Savoy 715)
- "Back Biting Woman" / "Thinkin' Blues" (1950年、Savoy 733)
- "After Dark Blues" / "Heavy Hearted Blues" (1951年、Savoy 741)
- "'Fore Day Blues" / "Empty Hands" (1951年、Savoy 761)
- "Mean Old Wine" / "Keep Your Hands on Your Heart" (1951年、Savoy 776)
- "Stacked Deck" / "Mercy Mercy" (1951年、Savoy 781)
- "Heh, Little Girl" / "Gotta Find My Baby" (1951年、Savoy 810)
- "New Kind of Lovin'" / "When the Wagon Comes" (1952年、Savoy 819)
- "Turn Your Lamps Down Low" / "Drinkin' and Thinkin'" (1952年、Savoy 827)
- "Married Woman’s Boogie" / "Every Evening" (1952年、Savoy 837)
- "If I Didn’t Love You" / "Goin' Down Slow" (1952年、Savoy 870)
- "After Awhile" / "Four Cold Cold Walls" (1953年、Savoy 1100)
- "Live the Life" / "I Remember" (1954年、Savoy 1127)
- "Bad Luck, Heartaches, and Trouble" / "The Question" (1955年、Peacock 1657)
- "Have Mercy Baby" / "I Love You Sweetheart" (1959年、Carrollton 801)

### コンピレーション・アルバム
- Stacked Deck (1980年、Route)
- 『ゴーイン・ダウン・スロー』 - Goin Down Slow (1984年、Savoy)
- Billy Wright/Little Richard: Baby Don't You Want a Man Like Me (1987年、Ace)
- Billy Wright (1994年、Savoy Jazz)
- Classics 1949-1951 (2003年、Melodie Jazz Classics)